# Adham Ali Abdelmegid
Adham Aly Mohamed Abdelmegid (en arabe : ادهم علي محمد عبد المجيد), né le 14 mai 1990, est un nageur égyptien.

## Carrière
Adham Ali Abdelmegid remporte la médaille d'argent du relais 4 x 200 mètres nage libre aux Jeux panarabes de 2007 à Alger.
Il est médaillé de bronze du relais 4 x 100 mètres nage libre aux Championnats d'Afrique de natation 2010 à Casablanca.
Aux Jeux panarabes de 2011 à Doha, il remporte la médaille d'or du relais 4 x 100 mètres quatre nages et la médaille de bronze du relais 4 x 200 mètres nage libre.
Il est médaillé d'or du relais 4 x 100 mètres quatre nages, médaillé d'argent du relais 4 x 100 mètres nage libre et médaillé de bronze du 50 mètres nage libre aux Championnats d'Afrique de natation 2012 à Nairobi.
Il est médaillé de bronze du 100 mètres nage libre, du relais 4 x 200 mètres nage libre et du relais 4 x 100 mètres quatre nages aux Jeux de la solidarité islamique de 2013 à Palembang.
Il travaille en tant qu'ingénieur.